# درگیری‌های ۲۰۲۴ عیتا الشعب
درگیری نظامی در ۱ اکتبر ۲۰۲۴ در روستای عیتا الشعب بین اسرائیل و حزب‌الله و در بحبوحه تهاجم اسرائیل به لبنان در سال ۲۰۲۴ آغاز شد.

## پیش‌زمینه
در ۱ اکتبر ۲۰۲۴، اسرائیل به عنوان بخشی از درگیری ۲۰۲۴ اسرائیل و حزب‌الله که نتیجهٔ گسترش جنگ غزه بود، حمله به لبنان را آغاز کرد. این حمله پس از آن آغاز شد که حزب‌الله در سپتامبر ۲۰۲۴ با مجموعه‌ای از شکست‌ها مواجه شد که توانایی‌های آن را تضعیف و بیشتر رهبری آن را از بین برد؛ این شکست‌ها با انفجارهای پیجر آغاز شد و پس از آن، یک عملیات بمباران هوایی اسرائیل علیه حزب‌الله در سراسر لبنان، که منجر به کشته شدن بیش از ۸۰۰ نفر و زخمی شدن حداقل ۵۰۰۰ نفر در یک هفته شد، و در نهایت به ترور سید حسن نصرالله، رهبر حزب‌الله، در ۲۷ سپتامبر انجامید.
ارتش اسرائیل ادعا کرد که از زمان آغاز درگیری اسرائیل و حزب‌الله در اکتبر ۲۰۲۳ و تا عملیات زمینی اکتبر ۲۰۲۴، ۱۰۳ «هدف تروریستی» را در ایتا الشعب، از جمله ۵۱ دهانه تونل و ۹ پرتابگر موشک، با تونل‌هایی که عمق تقریبی ۲۵ متر دارند، نابود کرده است.